# Gustav Vodušek
Gustav Vodušek sr., slovenski politik in učitelj, * 17. julij 1859, Vitanje, Avstrijsko cesarstvo, † 17. februar 1937, Trbovlje, Kraljevina Jugoslavija
Bil je trboveljski župan.

## Življenje
Gustav Vodušek se je rodil leta 1859 v Vitanju očetu Francu in materi Mariji (rojena Adrinek).
Po končani ljudski šoli doma in v Celju je izobrazbo nadaljeval na celjski gimnaziji, zatem pa še na mariborskem učiteljišču, kjer je 15. julija 1879 tudi maturiral.
18. septembra 1882 se je poročil z Jožefo Divjak, nečakinjo nekdanjega trboveljskega župana Franca Kalana.

### Učitelj
Kot učitelj je prvotno služboval v Teharjih, po treh letih pa je bil imenovan za nadučitelja v Globokem, kjer je ostal do leta 1886. V brežiškem okraju so ga učitelji izvolili za svojega predsednika. Leta 1886 je bil premeščen v Hrastnik, zatem v Trbovlje, nato pa še na Vode. Leta 1893 je bil imenovan za nadučitelja šole Trbovlje II, katero je vodil do upokojitve leta 1924.
Leta 1895 je bil imenovan za okrajnega šolskega nadzornika v okrajih Brežice, Kozje in Sevnica, dve leti kasneje pa še v Laškem. Kot šolski nadzornik je deloval 30 let in nadziral 64 šol. Na njegovo pobudo je bilo zgrajenih 24 šolskih poslopij, 19 pa jih je bilo obnovljenih.

### Odlikovanja
Za svoje delo na šolskem področju je prejel številna priznanja in odlikovanja. Ob 60-letnici vladanja Franca Jožefa I., 2. februarja 1908 je bil odlikovan z zlatim križcem za zasluge; aprila 1924 so mu na veliki slovesnosti izročili red sv. Save 4. razreda, red belega orla ter red jugoslovanske krone.

### Župan

#### Mandat 1907–1918
Po odstopu Ferdinanda Roša leta 1907 je prvič kandidiral za župana. Zmagal je s štirinajstimi glasovi proti štirim od osemnajst oddanih.
Funkcijo je opravljal do konca prve svetovne vojne. V času njegovega županovanja je prebivalstvo občine naraslo 13.578 prebivalcev, občina pa je tedaj obsegala 903 hiše. Ustanovljena je bila Kmečka delavska hranilnica, zgrajena pa je bila tudi zadružna elektrarna ob Savi. V Trbovljah so ustanovili meščansko šolo in javno knjižnico.
Ob koncu prve svetovne vojne je bil v Trbovljah ustanovljen narodni svet, ki ga je vodil Vodušek.

#### Gerent (1925–1926)
Po razveljavitvi mandata Jurija Hacina leta 1921, vse do leta 1926 občini ni predsedoval župan, temveč so njegovo vlogo prevzeli gerenti, zadnji izmed katerih je bil prav Vodušek.

#### Mandat 1930–1934
V drugem mandatu njegovega županovanja so Trbovlje vstopile v Zvezo mest in trgov Dravske banovine. Leta 1933 se je zgodila tudi najvrjetneje najpomembnejša sprememba glede ozemlja; z ustanovitvijo občine Hrastnik se je površina občine Trbovlje zmanjšala z 3977 na 3008 ha.
Zaradi šibkega zdravja je v 78. letu starosti leta 1937 v Trbovljah umrl.